# نیکولا لوچه
نیکولا لوچه (انگلیسی: Nicola Luche؛ زادهٔ ۲۲ آوریل ۱۹۹۸) بازیکن فوتبال است.